# Walter Schleger
Walter Schleger (ur. 19 września 1929 w Pradze, zm. 3 grudnia 1999), austriacki piłkarz, pomocnik, napastnik. Brązowy medalista MŚ 54.
Karierę zaczynał w juniorach Sparty Praga. Po przenosinach do Wiednia grał w Wiener Sport-Club (1949-1951), największe sukcesy odnosił jednak w Austrii Wiedeń (1951-1964). Zdobywał tytuły mistrza kraju w 1953, 1961, 1962 i 1963. W reprezentacji Austrii w latach 1951–1962 zagrał 22 razy i strzelił jedną bramkę. Podczas MŚ 54 pojawił się na boisku w dwóch meczach. Jeden mecz rozegrał na MŚ 58.
Po zakończeniu kariery sportowej był cenionym naukowcem i wykładowcą (z wykształcenia był lekarzem weterynarii).